# Ina och Sund
Ina och Sund är en av SCB avgränsad och namnsatt småort i Söderhamns kommun, Gävleborgs län. Den omfattar bebyggelse i byarna Ina och Sund belägna på båda sidor av riksväg 50 väster om Söderhamn i Söderala socken